# Ašina Helu
Išbara kagan ([𐰃𐱁𐰉𐰺𐰀𐰴𐰍𐰣] Napaka: {{Jezik-xx}}: transliteration text not Latin script (pos $1) (pomoč), kitajsko: 沙缽略可汗/沙钵略可汗; pinjin: shābōlüè kěhàn) z osebnim imenom Ašina Helu (阿史那賀魯/阿史那贺鲁; āshǐnà hèlǔ) je bil zadnji kagan Zahodnega turškega kaganata, ki je vladal od leta 651 do 658 * ni znano, † 659. 

## Zgodnja leta
Njegovo poreklo je negotovo. Po Gumilovu je bil njegov oče Bori šad, Chavannes pa meni, da je to bil Irbis Seguj.
Dulu kagan mu je leta 633 podelil naziv šad in ga imenoval za vladarja nekaj plemen, vključno s Čuji, Karluki in Nušibi. Leta 646 se je uprl Irbis Šeguju in bil poražen. 25. aprila 648 je pobegnil na Kitajsko in služil dinastiji Tang kot general s sedežem v mestu Mohe (莫賀) v Gansuju. 
Po smrti cesarja Tajdzonga leta 649 je začel načrtovati osamosvojitev. Čiao Baoming (橋寶明), član Gaodzongovega osebja, je poskušal preprečiti njegove načrte, tako da je od njega zahteval, da izroči svojega sina Ašina Šijuna (阿史那咥運), da služi v palačni straži. Šijun je nekaj časa služil, potem pa se je vrnil k Heluju in ga spodbudil, da napade Irbis Dulu kagana.

## Vladanje
Ašina Helu se je s svojo hordo ustalil blizu sodobnega Šuangheja in začel prejemati podporo plemenskih poglavarjev. Po Dzidži tongdžjanu so ga najprej podprli poglavarji plemena Dulu in nato še Nušibi. Za prestolonaslednika z nazivom bagatur jabgu je bil imenovan njegov sin Ašina Šijun. 
Po ponovni uradni vzpostavitvi neodvisnosti od Tanga je Ašina Helu poveljeval napadu na Džin Ling (金嶺城) blizu sedanjega Šanšana v provinci Šindžjang. Cesar Gaodzong mu je odvzel vse kitajske naslove in ukazal Čibi Heliju in Ljang Džjanfangu 梁建方), da zavarujeta obmejna območja. 
Konflikti so se začeli tudi na južni meji, ko je Džendžu jabgu, sin Jukuk šada, začel na veliko vdirati na ozemlje Zahodnega turškega kaganata. Džendžu je kasneje stopil v stik s Tangom, da bi od njega dobil vojake, in leta 655 zaprosil za naslov kagana. Gaodzong je 8. novembra 656 ukazal Juan Ličenu (元礼臣), naj obišče Džendžuja in potrdi njegov naslov kagana, vendar so ga Helujevi vojaki ustavili blizu Sujaba. Džendžu jabgu je izgubil večino svojega ugleda.
Leta 657 je cesar Gaozong iz Tanga začel osvajati Zahodni turški kaganat. Za vrhovnega poveljnika celotne operacije je bil imenovan general Su Dingfang. Prvo se mu je vdalo pleme Čumkun s poglavarjem Lantulujem (懶獨祿). Tangova vojska je nato premagala Ašina Heluja v bitki pri reki Irtiš. Ašina Helu je s svojim sinom Ašina Šijunom in častnikom Šujanom pobegnil,  vendar ga je čaški vladar Jišjan tarkan ujel in predal Šjao Siju (萧嗣业).

## Kasnejša leta
Po predaji naj bi Ašina Helu rekel Šjao Siju:
[Zdaj] sem poražen suženj. Pokojni cesar (Tajdzong) me je podprl in bogato nagradil. Jaz pa sem mu obrnil hrbet in se mu uprl. Moj današnji poraz je rezultat božje jeze in kazen. Kaj na rečem? Slišal sem, da se po običajih Hana kriminalci usmrčujejo v prestolnici. Moja želja je, da umrem v Džaolingu in prosim odpuščanja pokojnega cesarja.
Cesar Gaodzong ga je po petnajstih dneh pomilostil. Do smrti je živel v tanški prestolnici Čangan. Pokopan je bil v bližini Ilig kaganovega spomenika.

## Vir
- Christoph Baumer. History of Central Asia, volume two, 2014, index

| Ašina Helu Klan AšinaRojen: ni znano Umrl: 659 |                                           |                                   |
| Predhodnik: Irbis Seguj                        | Kagan Zahodnega turškega kaganata 651–658 | Naslednik: nihče (konec kaganata) |